# Tillodontia
Tillodontia är en underordning av utdöda däggdjur som leve mellan paleocen och eocen.
Arterna var medelstora och hade en smal hjärnskål. De hade i varje käkhalva en stor framtand som påminner om gnagarnas framtänder samt ytterligare en eller två framtänder som var små. Molarerna i överkäken hade tre knölar i kronan och undersidans knölar liknade en kam. Tandformeln är I 2/3–1, C 1/1, P 3/3, M 3/3. Nyckelbenen var bra utvecklade och vid händer och fötter fanns fem fingrar respektive tår.
Fossil som räknas till underordningen hittades i östra Asien, Nordamerika och Europa.